# Cornel Bosoi
Cornel Bosoi (n. 1927 București - d. 2011 București) a fost un violonist și lăutar virtuoz din România.

## Biografie
S-a născut în anul 1927 în București, iar din 1940 începe să cânte la primele nunți.
În 1945, în vârstă de 14 ani, intră sub aripa ocrotitoare a lui Grigoraș Dinicu.
În 1949 își formează o proprie formație de lăutari, printre care Ștefan Bobeșteanu (țambal) și Grigore Ciuciu (contrabas).
În 1957 formează „brigada” din Ferentari alături de Costel Vasilescu (trompetă), Mieluță Iordache (acordeon), Fane Bobeșteanu (țambal) și Grigore Ciuciu (contrabas), printre cele mai influente tarafuri de muzica lăutărească urbană de la sfârșitul anilor `50, rival în perioadă cu cel al fraților Gore și cu cel al lui Ion Nămol.
În 2008 Paula Rosenberg, un muzicolog tânăr care a studiat muzica țiganilor timp de peste 20 de ani, a decis să-i alături din nou pe bătrânii lăutari, în frunte cu Cornel Bosoi, pentru a înregistra un album și să-i prezinte lumii cu un nou nume, „Brigada Retro Mishto”.

## Decesul
Moare în anul 2011 la București, la vârsta de 84 de ani.

## Discografie
Înregistrările lui Cornel Bosoi au fost realizate cu „Brigada Retro Mishto” la casa de discuri Roton, în anul 2005, și editate pe un CD în același an. O parte din înregistrări au fost mai târziu editate, de aceeași casă de discuri, pe un dublu-album al formației „Damian & Brothers”.
| An   | Număr de catalog | Format       | Piese | Acompaniament        |
| ---- | ---------------- | ------------ | --- | -------------------- |
| 2005 | Muzica Tzigana   | compact disc | 1. Pe drumul mănăstiresc 2. Măr domnesc 3. Bosoi ascultare 4. Hora Brigadă 5. 2 tovarăși 6. Moșule 7. Nici nu ninge, nici nu plouă 8. Dealu-i deal și valea-i vale 9. Luncă, luncă 10. Bate murgul din picior 11. Ce-ai în brațe, Marioară 12. Băiețaș de la Târnava | Brigada Retro Mishto |
| 2009 | RoManiac         | compact disc | 5. Moșule (intro) 16. Inel (intro) 17. Hora instumentală 18. Doi tovarăși am la drum 19. Pe drumul mănăstiresc 20. Măr domnesc (intro) 21. De ascultare 22. Bătrânească                                                                                              | Brigada Retro Mishto |